# Scalidognathus montanus
Scalidognathus montanus är en spindelart som först beskrevs av Pocock 1900.  Scalidognathus montanus ingår i släktet Scalidognathus och familjen Idiopidae. Inga underarter finns listade i Catalogue of Life.